# Walter Kasper
Walter Kasper (Heidenheim, 5. ožujka 1933.), njemački rimokatolički kardinal, teolog, počasni predsjednik Papinskog vijeća za promicanje jedinstva kršćana. Jedan je od najvećih suvremenih katoličkih teologa.

## Životopis
Zaređen je za svećenika 1957. godine. Na Bogoslovnom fakultetu Sveučilišta u Tübingenu položio je doktorat iz teologije. Tri godine radio je kao asistent profesora Lea Scheffczyka i Hansa Künga, a kasnije je predavao dogmatsku teologiju. Bio je dekan Teoloških fakulteta u Münsteru i Tübingenu. Urednik je enciklopedije "Lexikon für Theologie und Kirche".
Godine 1989. imenovan je biskupom biskupije Rottenburg-Stuttgart, a 1994. postao je supredsjednik Međunarodne komisije za Luteransko-katolički dijalog. Godine 1999. imenovan je tajnik Papinskog vijeća za promicanje jedinstva kršćana, a 2001. postao njen predsjednik. Bio je na toj dužnosti do 2010., a nakon toga je počasni predsjednik. Papa Ivan Pavao II. imenovao ga je kardinalom 21. veljače 2001. godine. Za svoje geslo ima Istina u ljubavi (lat. Veritatem in caritate).

## Kardinal
Kardinal Kasper je kritizirao dokument Dominus Iesus Kongregacije za nauk vjere iz 2000, za koji smatra da je uvredljiv za židovski narod. 2003. je povodom Europskog dana židovske kulture napisao tekst Antisemitizam: Rana koju treba zaliječiti. 10. srpnja 2004. u Latinsko-američkom Rabinološkom sjemeništu u Buenos Airesu, Međunarodna zaklada Raoul Wallenberg i Komitet Angelo Roncalli dodijelili su kardinalu Kasperu "Nagradu za sjećanje" za njegovu cjeloživotnu predanost razumijevanju i pomirenju Židova i katolika. 
Kardinal Kasper je u siječnju 2009. za The New York Times izjavio da gotovo da i nema stav oko toga treba li ukinuti ekskomunikaciju četiriju biskupa Bratstva svetog Pija X. Kasper se distancirao od skandala koji je uslijedio kada je objavljena izjava jedog od ekskomuniciranih biskupa, Richarda Williamsona, o tome da su izvješća o holokaustu pretjerana i da niti jedan Židov nije ubijen u nacističkim plinskim komorama. Kao vatikanski dužnosnik zadužen za odnose sa Židovima, kardinal Kasper je smatrao potrebnim komentirati proces koji vodi do ukidanja ekskomunikacije. Rekao je: "Do sada su ljudi u Vatikanu malo razgovarali jedni s drugima i nisu provjerili gdje bi mogli nastati problemi." Rekao je da su oko ukidanju ekskomunikacije nastala "pogrešna shvaćanja i pogreške u upravljanju u Kuriji." 
Prijedlog kardinala Kaspera da se dozvoli davanje pričesti rastavljenim i ponovno oženjenim parovima, iako su i dalje legalno oženjeni prema crkvenoj doktrini, najkontroverznije je pitanje u koje je do sada bio uključen za vrijeme pontifikata Pape Franje. 21. veljače 2014, kardinal Kasper rekao je na kardinalskom konzistoriju: "Crkva ne može propitkivati Isusove riječi o neraskidivosti braka. Tko god očekuje da će konzistorij i sinoda doći do "lakih", općih rješenja koja bi se primjenjivala na sve, zavarava se. Ali s obzirom na poteškoće s kojima se danas suočavaju obitelji i ogroman porast broja neuspjelih brakova, mogu se istražiti novi putovi kako bi se odgovorilo na duboke potrebe razvedenih ljudi koji su se ponovno oženili u okviru građanske zajednice, koji prepoznaju svoj neuspjeh, preobrate se i nakon razdoblja pokore zatraže da ponovno budu primljeni u sakramente." Prijedlog je naišao na snažno protivljenje konzervativnih kardinala, uključujući Gerharda Müllera, Raymonda Burkea, Waltera Brandmüllear, Carla Caffarra i Velasioa De Paolisa, koji su koautori knjige "Preostalo u Kristovoj istini: Brak i pričest u Katoličkoj crkvi", objavljenoj na engleskom jeziku u listopadu 2014. s ciljem opovrgavanja Kasperovog prijedloga. Kardinal Kasper je kasnije priznao da nije imao podršku Pape Franji za svoj prijedlog. 
Tijekom treće izvanredne opće skupštine biskupske sinode 2014. godine, kardinal Kasper izjavio je novinarima kako Afričke, Azijske i Bliskoistočne zemalje imaju "tabu protiv homoseksualnosti" te da nama [Europljanima] "ne bi trebali govoriti što moramo činiti." Nakon što je njegova izjava javno objavljena, kardinal Kasper je zanijekao da ju je izrekao, no reporter koji ju je objavio, Edward Pentin, objavio je snimku razgovora. Kardinal Kasper je kasnije potvrdio autentičnost snimke te rekao: "Ako je jedan od mojih primjedbi o Afrikancima percipirana kao ponižavajuća ili uvredljiva, onda mi je iskreno žao. To mi nije bila namjera, a nije ni moj stav uopće. Nitko neće poreći da je afrička kultura drugačija od Europske u mnogim aspektima. No, previše puta sam posjetio Afriku da ne bi izrazito cijenio afričku kulturu." Kardinal Kasper je također rekao kako su određeni katolički mediji bili uključeni u kampanju "namjernih prljavih trikova" protiv njega, nadodavši da je "činjenica da su katolički mediji (i nažalost jedan kardinal [Burke] osobno) sudjelovali u tome kako bi moralno srušili drugi prijelog, sramotna."

## Vanjske poveznice
- http://www.catholic-pages.com/hierarchy/cardinals_bio.asp?ref=167  Arhivirana inačica izvorne stranice od 20. travnja 2005. (Wayback Machine)
- "Islam je drugačija kultura" (njem.), Spiegel Online: Intervju s kardinalom Walterom Kasperom, 18. rujna 2006.